# Noyers (Eure)
Noyers és un municipi francès situat al departament de l'Eure i a la regió de Normandia. L'any 2007 tenia 289 habitants.

## Demografia

### Població
El 2007 la població de fet de Noyers era de 289 persones. Hi havia 68 famílies de les quals 16 eren unipersonals (4 homes vivint sols i 12 dones vivint soles), 16 parelles sense fills i 36 parelles amb fills.
La població ha evolucionat segons el següent gràfic:
Habitants censats

### Habitatges
El 2007 hi havia 76 habitatges, 68 eren l'habitatge principal de la família, 6 eren segones residències i 3 estaven desocupats. Tots els 76 habitatges eren cases. Dels 68 habitatges principals, 57 estaven ocupats pels seus propietaris i 11 estaven llogats i ocupats pels llogaters; 7 tenien tres cambres, 15 en tenien quatre i 46 en tenien cinc o més. 47 habitatges disposaven pel capbaix d'una plaça de pàrquing. A 21 habitatges hi havia un automòbil i a 44 n'hi havia dos o més.

### Piràmide de població
La piràmide de població per edats i sexe el 2009 era:
| Homes | Edats   | Dones |
| ----- | ------- | ----- |
| 0     | 95 o +  | 4     |
| 0     | 90 a 94 | 8     |
| 0     | 85 a 89 | 12    |
| 0     | 80 a 84 | 0     |
| 12    | 75 a 79 | 4     |
| 4     | 70 a 74 | 4     |
| 0     | 65 a 69 | 0     |
| 4     | 60 a 64 | 4     |
| 12    | 55 a 59 | 0     |
| 12    | 50 a 54 | 4     |
| 4     | 45 a 49 | 8     |
| 8     | 40 a 44 | 8     |
| 4     | 35 a 39 | 12    |
| 12    | 30 a 34 | 4     |
| 4     | 25 a 29 | 8     |
| 8     | 20 a 24 | 8     |
| 8     | 15 a 19 | 8     |
| 12    | 10 a 14 | 12    |
| 0     | 5 a 9   | 8     |
| 8     | 0 a 4   | 8     |

## Economia
El 2007 la població en edat de treballar era de 156 persones, 94 eren actives i 62 eren inactives. De les 94 persones actives 84 estaven ocupades (49 homes i 35 dones) i 10 estaven aturades (5 homes i 5 dones). De les 62 persones inactives 34 estaven jubilades, 6 estaven estudiant i 22 estaven classificades com a «altres inactius».

### Ingressos
El 2009 a Noyers hi havia 68 unitats fiscals que integraven 215 persones, la mediana anual d'ingressos fiscals per persona era de 16.840 €.

### Activitats econòmiques
Dels 3 establiments que hi havia el 2007, 2 eren d'empreses de comerç i reparació d'automòbils i 1 d'una empresa d'hostatgeria i restauració.
Dels 2 establiments de servei als particulars que hi havia el 2009, 1 era un taller de reparació d'automòbils i de material agrícola i 1 restaurant.
L'únic establiment comercial que hi havia el 2009 era una botiga de material esportiu.
L'any 2000 a Noyers hi havia 5 explotacions agrícoles.

## Equipaments sanitaris i escolars
El 2009 hi havia 1 hospital de tractaments de mitja durada (seguiment i rehabilitació) i 1 un hospital de tractaments de llarga durada.
El 2009 hi havia una escola elemental integrada dins d'un grup escolar amb les comunes properes formant una escola dispersa.

## Poblacions més properes
El següent diagrama mostra les poblacions més properes.